# Bernhard Minnigerode
Bernhard Minnigerode (* 11. September 1923 in Berlin; † 21. April 2009 in Essen) war ein deutscher Mediziner.

## Leben
Nach dem Studium der Medizin und Philosophie an der Universität Tübingen war er ab 1953 an der Universitäts-Hals-Nasen-Ohren-Klinik in Göttingen tätig und habilitierte dort 1960. 1966 weilte er zu einem Forschungsaufenthalt am Karolinska-Institut in Solna bei Stockholm und 1967 an der University of California, Los Angeles (USA).
1969 erhielt er eine Gastprofessur an der Mahidol-Universität in Bangkok. 1971 wurde er auf den Lehrstuhl für Hals-Nasen-Ohren-Heilkunde der Universität Essen berufen, wo er bis zur Emeritierung 1988 als Direktor der Hals-Nasen-Ohren-Klinik tätig war.
In den Folgejahren beschäftigte er sich zunehmend mit philosophischen Studien.
Er war Mitglied der Burschenschaft Germania Tübingen und der Königsberger Burschenschaft Gothia zu Göttingen.

## Werke (Auswahl)
- Radiumbehandlung des Stimmband-Karzinoms. Thieme, Stuttgart 1966.
- Röntgendiagnostik des Ohres. Urban & Schwarzenberg, München 1970 (neu 1982).
- Die Evolution. Im Spiegel der deutschen Literatur und Dichtung von der Aufklärung bis zur Romantik. Verlag Kramer, Frankfurt/M. 1992, ISBN 978-3-7829-1122-1 (Aufsätze und Reden der Senckenbergischen Naturforschenden Gesellschaft; 39).
- Reflexionen eines Zuschauers zum Thema „Evolutionäre Erkenntnistheorie“. Verlag Kramer, Frankfurt/M. 1994, ISBN 3-7829-1135-0 (Aufsätze und Reden der Senckenbergischen Naturforschenden Gesellschaft Nr. 42)
- Interpretationen des Bewußtseins. Auf der Suche nach der anaklastischen Linie. Verlag die blaue Eule, Essen 1999, ISBN 3-89206-960-3 (Philosophie in der blauen Eule; 40)
- Kant’s Transcendentalphilosophie und die Evolutionären Erkenntnistheorien. Mißdeutungen und Berichtigungen. Verlag die blaue Eule, Essen 2001, ISBN 978-3-89206-086-4 (Philosophie in der blauen Eule; 46).
- Das Materie-Geist-Verhältnis. Philosophische Bestimmungen von der Aufklärung bis zum Ausgange des 19. Jahrhunderts. Verlag die blaue Eule, Essen 2002, ISBN 978-3-89206-024-6 (Philosophie in der blauen Eule; 48).
- Die transcendentalen Kategoriensysteme von Kant und von Fichte. Verlag die blaue Eule, Essen 2003, ISBN 978-3-89924-070-2 (Philosophie in der blauen Eule; 58).
- Das Ding an sich in der Kantschen und Fichteschen und Hegelschen Philosophie. Verlag die blaue Eule, Essen 2005, ISBN 978-3-89924-131-0 (Philosophie in der blauen Eule; 61).
- Kant’s Gedanken zur Naturgeschichte. Verlag die blaue Eule, Essen 2006, ISBN 978-3-89924-155-6 (Philosophie in der blauen Eule; 62).
- De principio moralitatis puro intellectuale interno Verlag die blaue Eule, Essen 2007, ISBN 978-3-89924-187-7 (Philosophie in der blauen Eule:65).
- Kant’s transcendentale und Hegel’s logisch-spelkulative Dialektik der Vernunft. Eine Betrachtung vermittels der skeptischen Methoden. Verlag die blaue Eule, Essen 2008, ISBN 978-3-89924-096-2 (Philosophie in der blauen Eule; 60).
- Kritisch urteilen mit Kant. Von der aesthetischen und der teleologischen Urteilskraft. Verlag die blaue Eule, Essen 2008, ISBN 978-3-89924-219-5 (Philosophie in der blauen Eule; 66).

| Personendaten    | Personendaten                               |
| ---------------- | ------------------------------------------- |
| NAME             | Minnigerode, Bernhard                       |
| KURZBESCHREIBUNG | deutscher Mediziner, HNO-Arzt und Philosoph |
| GEBURTSDATUM     | 11. September 1923                          |
| GEBURTSORT       | Berlin                                      |
| STERBEDATUM      | 21. April 2009                              |
| STERBEORT        | Essen                                       |